# Edward Arnold
Edward Arnold (New York, 18 februari 1890 – Encino, 26 april 1956) was een Amerikaans acteur.

## Levensloop
Edward Arnold werd geboren als Günther Edward Arnold Schneider, zoon van Duitse immigranten. Hij maakte zijn acteerdebuut in 1907. Zijn grote doorbraak kwam er in de jaren '30 met onder meer Whistling in the Dark (1933), Diamond Jim (1935), Meet Nero Wolfe (1936) en de kaskraker Mr. Smith Goes to Washington. Tussen 1940 en 1942 was hij voorzitter van de Screen Actors Guild.
Arnold trouwde driemaal en had drie kinderen bij zijn eerste vrouw. Hij overleed in 1956 op 66-jarige leeftijd.
- Biblioteca Nacional de España: XX1064073
- Bibliothèque nationale de France: cb13994617b (data)
- Gemeinsame Normdatei: 138693005
- International Standard Name Identifier: 0000 0000 8363 8173
- Library of Congress Control Number: n86041352
- National Archives and Records Administration: 17409713
- Nationale Bibliotheek van Tsjechië: xx0150306
- Nationale Bibliotheek van Israël: 987007429155305171
- Nederlandse Thesaurus van Auteursnamen: 334231094
- LIBRIS: 307269
- SNAC: w63497r9
- Système universitaire de documentation: 073397172
- Virtual International Authority File: 22337691
- WorldCat: E39PBJtCGgfWqtkxy8MJKYdvpP